# Chức năng tư vấn
Chức năng tư vấn là một cụm từ mà việc sử dụng có thể được truy nguồn từ sự thành lập của Liên Hợp Quốc và được sử dụng trong cộng đồng Liên Hợp Quốc để đề cập tới "các tổ chức phi chính phủ (NGO)với chức năng tư vấn cho Hội đồng Kinh tế và Xã hội Liên Hợp Quốc ". Ngoài ra một số tổ chức quốc tế liên chính phủ có thể cấp chức năng tư vấn cho các NGO (ví dụ: - Hội đồng Châu Âu; các quy tắc cho chức năng tư vấn cho INGOs được thêm vào quyết nghị (93) 38 "Về quan hệ giữa Hội đồng Châu Âu và các tổ chức phi chính phủ quốc tế ", được thông qua bởi Ủy ban Bộ trưởng của Hội đồng Châu Âu vào ngày 18 Tháng 10 năm 1993 tại cuộc họp thứ 500 đại biểu của Bộ trưởng). Tổ chức An ninh và Hợp tác châu Âu (OSCE) có thể cấp chức năng tư vấn trong hình thức "chương trình Nhà nghiên cứu nơi cư trú "(do Văn phòng Prague của Ban Thư ký OSCE điều hành): đại diện được công nhận của các tổ chức NGO quốc gia và quốc tế được cấp quyền truy cập cho tất cả các hồ sơ và nhiều tài liệu sưu tập chuyên đề liên quan đến các hoạt động trong lĩnh vực của OSCE.